# Coleophora squalorella
Coleophora squalorella é uma espécie de mariposa do gênero Coleophora pertencente à família Coleophoridae.